# The Borders
The Borders è un singolo del musicista britannico Sam Fender, pubblicato il 2 settembre 2019.

## Video musicale
Il video musicale è stato diretto da Thomas James.

## Tracce
1. The Borders – 5:32